# Винберг, Маргарета
Гун Маргарета Винберг (швед. Gun Margareta Winberg; род. 13 августа 1947, Sjuntorp) — шведский политик, Социал-демократ. С 1994 по 2003 год занимала различные министерские посты в Правительстве Ингвара Карлссона и Правительстве Перссона, с 2002 по 2003 год Заместитель премьер-министра Швеции. Министр сельского хозяйства в 1994—1996, 1998—2002 гг., Министр труда в 1996—1998, 1998—2003 гг. Министр по вопросам гендерного равенства.

## Биография
Родилась 13 августа 1947 года в Сюнторпе. Окончила педагогический институт а Карлстаде.
В 2005 году у неё взяли интервью для шведского документального фильма «The Gender War», после него она стала неоднозначной фигурой в общественных дебатах. Во второй части двухсерийного документального фильма Маргарета Винберг выразила твёрдую поддержку идеологу радикального феминизма Еве Лундгрен. Она требовала от высших учебных заведений преподавать феминистскую теорию как факт.
Среди социал-демократов она была евроскептиком и одной из двух министров, выступавших за позицию «нет» на референдуме 1994 года о членстве Швеции в Евросоюзе. Была против ввода евро в качестве валюты в стране, но как заместитель премьер-министра не имела большого влияния на референдуме 2003 года.
С 2003 по 2007 год посол Швеции в Бразилии.

## Семья
Маргарета Винберг родилась в семье шлифовщика Гуннара Густафссона и Греты Хоканссон. В 2008 году вышла замуж за Йорна Свенссона. У неё есть трое детей от предыдущего брака.